# Amin
Amine là hợp chất hữu cơ có nguyên tử gốc là nitrogen (đạm khí) trong nhóm chức. Những amine có cấu hình tương tự ammonia, nhưng trong đó một (hay một số) nguyên tử hydrogen được thay bằng nhóm alkyl hay loại nhóm chức khác chứa carbon (nhóm R).
Bậc của amine chính là số nguyên tử hydrogen được thay thế. Thay thế 1, 2 hoặc 3 nguyên tử hydrogen, lần lượt ta có amine bậc 1 (primary amine), amine bậc 2 (secondary amine) và amine bậc 3 (tertiary amine).
| Amoniac: | Amin bậc 1: | Amin bậc 2: | Amin bậc 3: |

Khi một hợp chất có nhiều nhóm amine, nó được gọi là diamine, triamine, tetraamine,...
Còn nếu nhóm amine liên kết với vòng benzene, chúng ta có hợp chất amine thơm (hay acrylamine). Hợp chất đơn giản nhất của dãy amine thơm là aniline (CTPT là C6H5NH2).

## Tính chất vật lý
Các amin thấp như các metylamin và etylamin là những chất khí, có mùi gần giống amonia. Các amin bậc cao hơn là những chất lỏng, có một số là chất rắn.
| Amin               | Công thức      | tnc, oC | ts, oC | Độ tan g/100g H2O | pKb       |
| Metylamin          | CH3NH2         | -92     | -6.5   | tan tốt           | 3,38      |
| Đimetylamin        | (CH3)2NH       | -96     | 7,5    | tan               | 3.23      |
| Trimetylamin       | (CH3)3N        | -124    | 3,5    | tan               | 4,20      |
| Etylamin           | C2H5NH2        | -81     | 16,5   | ∞                 | 3,37      |
| Propylamin         | C3H7NH2        | -83     | 48,7   | -                 | 3,47      |
| Anilin             | C6H5NH2        | 6       | 185    | 3,6               | 9,42      |
| p - Toluiđin       | p - CH3C6H4NH2 | 45      | 200    | 0,7               | 8,88      |
| p - Phenylenđiamin | p - NH2C6H4NH2 | 140     | 267    | 3,8               | 7,9; 11,7 |
| ------------------ | -------------- | ------- | ------ | ----------------- | --------- |

Nhiệt độ sôi của amin nhất là amin bậc một và amin bậc hai, cao hơn của hydrocarbon tương ứng, nhờ có sự phân cực và sự có mặt liên kết hydro liên phân tử. Tuy nhiên nhiệt độ sôi của amin lại thấp hơn alcohol vì liên kết hydro N-H...N yếu hơn O-H...O.
Các amin thấp tan tốt trong nước (nhờ liên hết hydro với nước), các amin cao ít tan hoặc không tan.
Các amin dễ bay hơi nhất là ở bậc thấp
Phổ hồng ngoại của các amin bậc một và bậc hai được đặc trưng bởi dải hấp thụ ở vùng 3300 – 3500 cm−1 tương ứng dao động hóa trị của liên kết N-H. Tín hiệu cộng hưởng của proton N-H có giá trị trong khoảng 0,3 - 0,4 ppm.

## Tính chất hóa học

### Tính bazơ
Tương tự amonia, các amin đều có tính base nhờ cặp electron n ở nguyên tử nitơ. Mức đo lực base của amin được xác định bằng hằng số base Kb hoặc pKb (của amin RNH2) hoặc pKa (của axit liên hợp RNH3(+). So với amonia thì metylamin và các đồng đẳng của nó có tính base mạnh hơn. Đó là vì nhóm metyl và các nhóm ankyl nói chung có hiệu ứng +I làm cho cân bằng dịch chuyển về bên phải. Trái lại, anilin và các amin thơm nói chung có tính base yếu hơn amonia vì hiệu ứng -C của gốc phenyl. Đimetylamin có tính base mạnh hơn metylamin vì có hai nhóm gây hiệu ứng +I (song trimetylamin lại có tính base kém đimetylamin), trong đó điphenylamin (và nhất là triphenylamin) có tính base kém anilin.
Nhờ có tính base, amin tác dụng với axit sinh ra muối amoni. Ví dụ:
2CH3-NH2+ H2SO4 → (CH3-NH3)2SO4 (Metylamoni sulfat)
C6H5-NH2 (alinin) + HCl → [C6H5NH3]Cl (Phenylamoni chloride)
Tuy vậy, vì amin là những base yếu nên các muối này dễ dàng tác dụng với base kiềm giải phóng amin. Ví dụ:
(CH3-NH3)2SO4 + 2KOH → K2SO4 + 2CH3-NH2 ↑
[C6H5NH3](+)Cl(-) + NaOH (+ nước) → C6H5-NH2 ↓ + NaCl + H2O
Các amin có tính base mạnh hơn sẽ đẩy được các amin có tính base yếu hơn hoặc các base yếu ra khỏi muối của nó. Ví dụ:
[C6H5NH3]Cl + CH3-NH2 (+ nước) → C6H5-NH2 ↓ + [CH3-NH3]Cl
CuCl2 + 2CH3-NH2 + 2H2O → 2[CH3-NH3]Cl + Cu(OH)2 ↓

### Phản ứng với axit nitrơ
- Dựa vào khả năng phản ứng khác nhau đối với HNO2 của các amin mỗi bậc, có thể phân biệt được chúng. Thực tế HNO2 không bền nên phải dùng hỗn hợp (NaNO2 + HCl)

- Amin bậc một dãy béo tác dụng với axit nitrơ tạo thành alcohol tương ứng và giải phóng khí N2:

{\displaystyle {\ce {C2H5-NH2 + HONO -> C2H5-OH + N2 + H2O}}} (xúc tác HCl)
- Amin bậc một dãy thơm tác dụng với axit nitrơ (ở lạnh) tạo thành muối điazoni Ar-N(+)=NX(-)

C6H5-NH2 + HONO + HCl  →  C6H5-N=NCl (Benzenđiazoni chloride) + 2H2O (Phản ứng xảy ra ở nhiệt độ 0 - 5oC)
Các muối điazoni chỉ bền trong dung dịch và ở nhiệt độ thấp. Khi đun nóng muối điazoni ở dạng khan sẽ nổ mạnh, nếu đun dung dịch nước của muối này sẽ tạo thành phenol và khí Nitơ.
C6H5-N=NCl + H2O → HCl + N2 + C6H5OH
Muối điazoni có khả năng phản ứng cao, được dùng nhiều trong tổng hợp hữu cơ nói chung và đặc biệt là tổng hợp các phẩm nhuộm chứa azo-N=N- trong phân tử gọi là phẩm azo.
- Amin bậc hai:

Amin bậc hai dãy béo cũng như dãy thơm đều tác dụng với axit nitrơ sinh ra nitrosamin (nitrosoamin) là những chất màu vàng, nhờ đó phân biệt được amin bậc hai với amin bậc một:
(CH3)2N-H  +  HONO   →   (CH3)2N-N=O  +  H2O
C6H5-NH-CH3  +  HONO   →   C6H5-N2O-CH3  +  H2O
- Amin bậc ba
  - Amin bậc 3 dãy béo không tác dụng với axit nitrơ hoặc chỉ tạo thành muối không bền dễ bị thủy phân
  - Amin bậc 3 dãy thơm tác dụng với axit nitrơ cho sản phẩm thế ở nhân thơm. Ví dụ:

(CH3)2N-C6H5 +  HONO   → p-(CH3)2N-C6H4-NO + H2O (xúc tác axit HCl)

### Phản ứng thế gốc thơm
Các nhóm -NH2, -NHCH3... là những nhóm hoạt hóa nhân thơm và định hướng cho phản ứng thế xảy ra ở vị trí ortho và para.
- Halogen hóa: Tương tự phenol, anilin tác dụng với nước brom tạo thành kết tủa trắng 2,4,6-tribromoanilin
- Sunfo hóa: Đun nóng anilin với H2SO4 đậm đặc ở 180oC sẽ xảy ra một chuỗi phản ứng tạo thành sản phẩm cuối cùng là axit sunfanilic. Các amit của axit sunfanilic, gọi là sunfonamit hay sunfamit có tính sát trùng - kháng sinh, được dùng nhiều làm thuốc trị bệnh.

Ngoài ra Amin còn tham gia phản ứng thế nguyên tử hydro của nhóm amino; gồm phản ứng ankyl hóa, phản ứng axyl hóa và phản ứng tạo thành isonitrin.

## Ứng dụng
Anilin được dùng nhiều trong công nghiệp phẩm nhuộm (phẩm azo, phẩm "đen anilin",...), dược phẩm (antifebrin, streptoxit, sunfaguaniđin,...), chất dẻo (anilin-fomanđehit,...), v.v... Các toluiđin và naphtylamin cũng được dùng trong sản xuất phẩm nhuộm.

## Điều chế
- Ankyl hóa amonia và amin bậc thấp hơn:

Dẫn xuất halogen tác dụng với amonia và với amin tạo thành một hỗn hợp amin có bậc khác nhau và muối amoni bậc bốn. Nếu trong sơ đồ diều chế dùng dư amonia, amin bậc một chiếm ưu thế. Điều chế riêng amin bậc một (không lẫn amin bậc cao hơn), người ta ankyl hóa kali phtalimit rồi thủy phân sản phẩm.
- Khử hợp chất chứa nitro:

Có hai cách khử nitrobenzen trong công nghiệp:
- Khử bằng khí hydro có mặt chất xúc tác kim loại (Cu, Pt, Ni...):

C6H5NO2 + 3H2  →  C6H5NH2  +  2H2O     ΔH = -496kJ/mol
- Khử bằng vỏ bào sắt, có mặt axit clohidric (sử dụng [H] mới sinh từ phản ứng Fe + HCl)

4C6H5NO2 + 9Fe + 4H2O   →   4C6H5NH2  +  3Fe3O4

## Nguy hiểm
Các ankyl amin và amin gốc hydrocarbon mạch thẳng là những hợp chất dễ bay hơi có mùi giống amonia và rất độc. Chúng thường tồn tại trong các thịt cá và là nguyên nhân khiến thực phẩm có mùi tanh ôi. Do đó để khử bớt các amin người ta thường dùng giấm hoặc chanh.
Anilin và các amin vòng thơm là những chất lỏng hoặc rắn không tan trong nước khi dây vào da sẽ gây bỏng rát do đó phải hết sức cẩn thận khi tiếp xúc với anilin và các amin vòng thơm.